# Morija
Koordinaten: 29° 38′ S, 27° 30′ O
Morija [moˈrid͡ʒɑ] ist ein Ort im Distrikt Maseru in Lesotho. In Morija wurde die erste christliche Missionsstation unter Moshoeshoe I. eingerichtet.

## Geographie
Morija liegt etwa 40 Kilometer südlich der Hauptstadt Maseru etwas östlich der Main South One, der Hauptverkehrsstraße in den Süden Lesothos. Der Ort liegt 1663 Meter über dem Meeresspiegel und ist im Norden und Süden von schroffen Sandsteinbergen umgeben. Innerhalb des Ortes ist der Baumbestand recht dicht. Sechs Kilometer östlich liegt der Ort Matsieng.

## Geschichte
1833 erreichten auf Wunsch des Oberhauptes der Basotho, Moshoeshoe I., die ersten französischen Missionare der reformierten Société des missions évangéliques de Paris das Land und gründeten unter Eugène Casalis, Thomas Arbousset und Constant Gosselin die erste christliche Missionsstation des Landes in Morija. Sie benannten den Ort nach dem Berg Moria, den Tempelberg in Jerusalem. Zwei Söhne Moshoeshoes I., Letsie und Molapo, gingen hier ab 1833 zur Schule. 1843 ließ Gosselin ein Haus errichten, das bis heute existiert und das älteste Haus Lesothos ist. 1847 wurde mit dem Bau der heutigen Kirche begonnen. 1858 brannte ein großer Teil Morijas im Senekal-Krieg ab, woraufhin Letsie den Ort Matsieng gründete („Der Ort von Letsies Leuten“). Dort bzw. in der Umgebung haben die Oberhäupter und Könige Lesothos bis heute ihren Sitz. 1861 wurde die Druckerei Morija Printing Works eingeweiht, die bis heute existiert und vor allem religiöse Literatur und Schulbücher in 50 Sprachen druckt. 1938 wurde das Scott Hospital als Krankenhaus für den Süden des Maseru-Distrikts gegründet. Morija besaß ab 1868 die landesweit erste Ausbildungsstätte für Lehrer, das Lesotho Training College, das heute eine High School ist. Aus der Niederlassung der Société des Missions Evangéliques de Paris wurde die Lesotho Evangelical Church und schließlich die Lesotho Evangelical Church in Southern Africa, deren Sitz Morija ist und die zu den wichtigsten Kirchen des Landes gehört.

## Infrastruktur

### Wirtschaft und Verkehr
Die asphaltierte Main South One verläuft unmittelbar westlich von Morija. Nach Matsieng im Osten führt ebenfalls eine asphaltierte Straße. Morija wird von Bussen und Sammeltaxis erreicht.

### Bildung und Kultur
In Morija befinden sich mehrere Schulen und das Morija Museum and Archives. Das Museum wurde 1956 eröffnet, gilt als Nationalmuseum und zeigt unter anderem paläontologische Exponate sowie Objekte aus den Zeiten der Lifaqane und der Burenkriege. Das Archiv enthält Dokumente von 1826 an.
Jährlich fand von 1999 bis etwa 2014 das Arts & Cultural Festival statt, in dem die Kultur der Basotho präsentiert wurde. 2011 wurde das Maeder House & Morija Arts Center (MMA) eröffnet.

## Persönlichkeiten
- Thomas Mofolo (1876–1948), Schriftsteller, lebte hier von 1894 bis 1900
- Letsie III. (* 1963), König von Lesotho, wurde hier geboren
- Mamonaheng Mokitimi (* 1970), Politikerin, wurde hier geboren